# Opsilia schurmanni
Opsilia schurmanni är en skalbaggsart som först beskrevs av Fuchs 1971.  Opsilia schurmanni ingår i släktet Opsilia och familjen långhorningar. Inga underarter finns listade i Catalogue of Life.